# ويليام إس. جاكوبسن
ويليام إس. جاكوبسن (بالإنجليزية: William S. Jacobsen)‏ هو سياسي أمريكي، ولد في 15 يناير 1887 في كلينتون في الولايات المتحدة، وتوفي في 10 أبريل 1955 في دوبوك في الولايات المتحدة. حزبياً، نشط في الحزب الديمقراطي. وقد انتخب عضو مجلس النواب الأمريكي.